# Liste der Baudenkmäler in Coburg/W
Dieser Teil der Liste der Denkmäler in Coburg beschreibt die denkmalgeschützten Objekte in folgenden Coburger Straßen und Plätzen:
- Walkmühlgasse
- Webergasse
- Weichengereuth
- Weinstraße
- Wettiner Anlage

## Walkmühlgasse
| Adresse Bezeichnung Akten-Nr.                                         | Beschreibung | Foto |
| --------------------------------------------------------------------- | --- | ---- |
| Walkmühlgasse (Lage)                                                  | Die Walkmühlgasse verbindet die Weber- und Mühlgasse in zwei gewinkelten Abschnitten. Die Gasse wurde 1875 nach der 1431 erstmals urkundlich erwähnten Walkmühle des Tuchmacherhandwerks in Haus Nr. 15 am Hahnfluss, einem Mühlgraben der Itz, benannt. |      |
| Walkmühlgasse 7 (Standort) Wohnhaus D-4-63-000-554                    | Auf dem Anwesen, als Ratslehen 1475 erstmals erwähnt, mit einer Bauinschrift an dem Eingangsportal von 1802, ließ 1874 der Weißgerber Carl Berbig zur Trocknung von Häuten und Wolle ein Nebengebäude errichten. 1881 folgte ein Anbau mit großer Tordurchfahrt. Das zweiflügelige Fachwerkgebäude besteht aus einem zweigeschossigen Satteldachbau und einem rückwärtigen dreigeschossigen Walmdachbau mit einer auf zweiten Hausseiten in den Obergeschossen verschieferten dreiachsigen Fassade. |      |
| Walkmühlgasse 9 (Standort) Ehem. Handwerkerhaus D-4-63-000-555        | Das zweigeschossige Gebäude wurde 1875 anstelle eines Stadels als Handwerkshaus für den Glasermeister Josef Holzheit errichtet. Das Traufseithaus weist in der Straßenfassade vier Achsen mit schmalen, hohen Fenstern auf. Das tiefe Satteldach besitzt traufseitig ein mittiges Zwerchhaus, abgeschlossen durch einen hohen Dreiecksgiebel und eine Traufleiste mit einem Zahnschnittfries. Die Haustür ist noch ursprünglich. |      |
| Walkmühlgasse 15 (Standort) Ehem. Halbmühle, Walkmühle D-4-63-000-556 | Die ehemalige Halbmühle am 1970 verrohrten Hahnfluss, einem Mühlbach, arbeitete als Mahl- und Walkmühle für das Tuchmacherhandwerk. Im Stadtbuch 1431 erstmals erwähnt, weist eine Bauinschrift auf das Jahr 1733 bezüglich der Errichtung des heutigen Gebäudes hin und ein Keilstein mit Mühlrad über dem Eingangsportal von 1754 auf den späteren Eigentümer Michael Müller. Die Mahlmühle wurde 1868 aufgegeben, später folgte der Umbau zu einer Schleifmühle, inzwischen dient das Haus nur noch Wohnzwecken. Das zweigeschossige Traufseithaus weist ein massives Erdgeschoss und ein Fachwerkobergeschoss sowie ein hohes Satteldach auf. Kennzeichnend sind die Kreuzstockfenster mit profilierten Kämpfern. |      |

## Webergasse
| Adresse Bezeichnung Akten-Nr.                                   | Beschreibung | Foto |
| --------------------------------------------------------------- | --- | ---- |
| Webergasse (Lage)                                               | Die Webergasse verbindet die mittlere Judengasse, ehemals Platz vor dem Judentor, mit der Mohrenstraße. Sie entstand im Rahmen der westlichen Stadterweiterung für das tuchverarbeitende Gewerbe im 14. Jahrhundert und wurde bereits 1399 im Stadtbuch genannt. |      |
| Webergasse 21 (Standort) Wohnhaus D-4-63-000-557                | Das dreigeschossige Wohnhaus wurde vor 1823 für die Geheimrätin Gruner errichtet. In dem palaisartigen Gebäude lebte unter anderem Christian Friedrich Freiherr von Stockmar. 1877 wurde das Dachgeschoss durch Tobias Frommann für den Posthalter Christian Mönch umgebaut. Das siebenachsige Traufseithaus weist ein Mansarddach auf und besitzt in Fassadenmitte im Erdgeschoss ein Eingangsportal mit einem profilierten Sandsteinrahmen. Im Dachgeschoss ist in Gebäudemitte ein dreiachsiges Zwerchhaus angeordnet, daneben auf jeder Seite eine zweiachsige Dachgaube mit Segmentbogenabschluss. Die Erdgeschossfassade, die nach oben durch ein Bandgesims abgeschlossen ist, besteht aus Sandsteinquadern. Die Fenster in den Obergeschossen der verputzten Fachwerkfassade sind durch Konsolbänke und Sturzprofile umrahmt.                                                                                      |      |
| Webergasse 23 (Standort) Ehem. Weberhaus D-4-63-000-558         | Das zweigeschossige Eckhaus zur Mühlgasse war ein ehemaliges Weberhaus. 1727 ließ das Gebäude der Tuchscherer Johann Georg Dietrich errichten. Das Datum 1777 in der Haustür dürfte den Eigentümerwechsel an Johann Gottfried Köllwitz meinen. Diverse Umbauten, so 1878 durch Georg Meyer für einen Laden mit Schaufenster im Auftrag des Tuchmachermeisters Carl Appel, wurden in den folgenden Jahrhunderten durchgeführt, zuletzt 2006 für ein Café. Das einfache, verputzte Fachwerkhaus wies ursprünglich fünf Achsen auf, die Haustür mit profiliertem Kämpfer und geschweifter Füllung lag mittig. Das ähnliche, korbbogige Garagentor auf der linken Hausseite entstand erst im Jahr 1935. |      |
| Webergasse 26 (Standort) Wohnhaus D-4-63-000-559                | Das historisierende Mietshaus mit Jugendstilelementen errichtete Max Roth im Jahr 1909 für den Parfümfabrikanten August Windorf. Das dreigeschossige Gebäude ist gekennzeichnet durch einen mittig angeordneten, dreiachsigen Erker aus Sandstein, der oben mit einem Schweifgiebelzwerchhaus abgeschlossen wird. Pilaster trennen die Fenster und stützen den Zwerchhausgiebel. Eine aufwändige Dekoration, unter anderem mit Kassettierungen, besitzt der Erker außerdem im zweiten Obergeschoss. Die beidseitigen, zweiachsigen Ziegelsteinfassaden neben dem Erker weisen in den Obergeschossen durch gemeinsame Rahmen zusammengefasste Doppelfenster auf und im Mansarddach Schleppgauben. Durch Umbauten im Ladenbereich im Erdgeschoss ist von der Architektur der beiden ursprünglich neben dem Haupteingang angeordneten Jugendstil-Ladengeschäften nichts mehr vorhanden.                                       |      |
| Webergasse 31 (Standort) Wohn- und Geschäftshaus D-4-63-000-560 | Das Kleinsthaus mit einer Jugendstil-Ladenfront entstand 1910 durch einen Umbau von Johann Michael Probst. Mit einer Breite von circa zwei Meter gehört das zweigeschossige Gebäude, inzwischen als Geschäftshaus genutzt, zu den kleinsten Häusern in Coburg. Es weist eine Fachwerkkonstruktion mit einem Satteldach auf. Die Fassade besitzt im ersten Obergeschoss ein dreiteiliges Fenster und im Dachgeschoss eine Schleppgaube. |      |
| Webergasse 32 (Standort) Wohn- und Geschäftshaus D-4-63-000-561 | Das langgestreckte Neurenaissancegebäude entstand ab 1887 nach Plänen von Hans Rothbart durch einen umfangreichen Umbau der ehemaligen Hofstatt für den Tapezierer August Frank als Wohn- und Geschäftshaus. Das zweigeschossige Satteldachhaus ist in zwei Abschnitte gegliedert und weist insgesamt zehn Fensterachsen auf. Der linke Teil besitzt im Erdgeschoss eine breite, segmentbogige, ehemalige Einfahrt in den Innenhof und ist durch eine vertikale Sandsteinbänderung gegliedert. Die Schaufensterpaare werden durch Säulen geteilt. Der zugehörige Dachabschnitt ist geprägt durch zwei größere, verschieferte Hausgauben mit Satteldächern und eine dazwischen angeordnete kleinere, verschieferte Gaube mit einem Spitzhelm. Der rechte, kürzere Hausabschnitt weist keine vertikalen Fassadenelemente auf, er ist im Dachbereich durch zwei Gauben vom kleineren Typ gekennzeichnet.                      |      |
| Webergasse 35 (Standort) Wohn- und Geschäftshaus D-4-63-000-562 | Das Neurenaissancehaus entstand ab 1893 durch Johannes Köhler, der ein Remisengebäude zu einem Wohnhaus mit Eckladen umbaute. Weitere Ausbaumaßnahmen im Dachbereich wurden 1902 und 1925 durchgeführt. Das Gebäude wird durch einen zweigeschossigen Eckerker auf Konsolen, von einem Spitzhelm abgeschlossen, geprägt, der ein gegenüberliegendes Pendants am Gebäude der ehemaligen Bayerischen Staatsbank aufweist. Die kurze, zweiachsige Fassade in der Mohrenstraße ist durch eine aufwändige Dekoration gekennzeichnet. Während im 1. Obergeschoss zwei einzelne Fenster vorhanden sind, sind im zweiten Obergeschoss ein Dreifachfenster und Doppelfenster angeordnet, das darüber von einem Zwerchgiebel mit Stichbogenblende und Okulus abgeschlossen wird. Die längere Seite in der Webergasse besitzt dagegen in den Obergeschossen eine schlichte verputzte Fachwerkfassade mit jeweils vier Einzelfenstern. |      |

## Weichengereuth
| Adresse Bezeichnung Akten-Nr.                                                         | Beschreibung | Foto |
| ------------------------------------------------------------------------------------- | --- | ---- |
| Weichengereuth (Lage)                                                                 | Die südliche Fortsetzung des Neuen Wegs beginnt in Wüstenahorn an der Frankenbrücke. Die Straße ist Teil der Bundesstraße 4 und führt an der Westseite des Güterbahnhofs entlang. Für das Jahr 1403 ist erstmals die Bezeichnung „Weyckengerewte“ belegt. Wahrscheinlich leitet sich der Name aus einer Rodung (Gereute) auf dem Gebiet des Eigentümers Weico (Weyck) her. Ab 1867 entwickelte sich die Weichengereuth mit ihrem Osthang zum Wohngebiet für Offiziere. |      |
| Weichengereuth 11 (Standort) Villa D-4-63-000-568                                     | Die Neurenaissance-Villa errichtete 1874 Bernhard Kleemann für den pensionierten Offizier von Hake. 1877 kam ein Nebengebäude hinzu, 1897 wurde der Dachgiebel von Carl Kleemann um ein Geschoss aufgestockt, 1903 folgte die Aufstockung der Veranda. Das dreigeschossige Wohnhaus weist analog den benachbarten Gebäuden eine Ziegelfassade mit Sandsteingliederungen, wie den versetzten Eckquadern an den Gebäudeecken, auf. Die fünfachsige Straßenfassade ist durch einen dreiachsigen Mittelrisalit mit rundbogigen, pfeilergerahmten Fenstern, ein Zwerchhaus und einen Dreiecksgiebel gekennzeichnet. |      |
| Weichengereuth 12 (Standort) Villa D-4-63-000-569                                     | Die Villa wurde 1874 von Bernhard Kleemann für den pensionierten Offizier Julius von Tschirschky errichtet. Der Anbau einer Dachterrasse erfolgte 1923 beim Besitzerwechsel. Das im Hang angeordnete Haus weist eine Ziegelfassade mit Sandsteingliederungen auf. Die Front zur Straße ist durch einen auf der rechten Seite angeordneten polygonalen Turm mit Stichbogenfenstern geprägt. Daneben steht ein zweigeschossiges, dreiachsiger Walmdachhaus mit Rechteckfenstern. Das Dachgeschoss mit einem Kniestock und mittig angeordnetem zweiachsigen Zwerchhaus ist eine Fachwerkkonstruktion. |      |
| Weichengereuth 12 a (Standort) Villa D-4-63-000-570                                   | Die Villa wurde 1873 von Bernhard Kleemann für einen pensionierten Offizier errichtet. Umbauten folgten 1919 und 1930. Das im Hang angeordnete Haus ist durch verschiedene Baukörper stark strukturiert und weist eine Ziegelfassade mit Sandsteingliederungen auf. Die Front zur Straße ist durch einen seitlich angeordneten polygonalen Turm mit einem flachen Zeltdach geprägt. Daneben steht ein zweiachsiger Risalit, der im Dachgeschoss ein weit vorkragendes Dach und im Erdgeschoss einen dreiachsigen Erker mit Segmentbogenfenstern besitzt. |      |
| Weichengereuth 14 (Standort) Zwei Portalpfeiler mit liegenden Hirschen D-4-63-000-794 | Um 1925 ließ sich der Puppenfabrikant Hans Leh einen großen Park, den sogenannten Lehsgarten, anlegen, der 1928 durch eine Gartenmauer mit zwei Portalpfeilern begrenzt wurde. Auf den beiden Postamenten aus Sandstein, an der Auffahrt zum Haus 14, sind in Bronzeguss zwei Hirschplastiken, denen die Geweihe fehlen, angeordnet. |      |
| Weichengereuth 14 (Standort) Villa D-4-63-000-571                                     | Die spätklassizistische Villa wurde 1867 für den Geheimen Kriegsrat Weidinger aus Berlin errichtet. 1928 kam die Villa in den Besitz des Puppenfabrikanten Hans Leh, der den südlichen Eingang durch ein Speisezimmer mit Erker ersetzen ließ. Das zweigeschossige Gebäude weist ein flaches Walmdach auf. Die vierachsige Fassade mit hohen schlanken Fenstern ist durch Lisenen in zwei Einzel- und eine Doppelachse gegliedert. In der Straßenfront ist außerdem mittig eine zweiachsige Zwerchgaube aufgesetzt. Der nördliche Hauseingang ist durch eine später geschlossene Veranda überdacht. |      |
| Weichengereuth 15 (Standort) Villa D-4-63-000-795                                     | Die eingeschossige Villa wurde 1871/72 von Bernhard Kleemann für Graf Louis von Stillfried-Rockbonitz errichtet. Das spätklassizistische Wohnhaus weist im Souterrain eine Sandsteinfassade und im Wohngeschoss eine Ziegelfassade mit Sandsteingliederungen auf. Die vierachsige, symmetrische Straßenfassade ist durch große Fenster gekennzeichnet und wird durch einen zweiachsigen Risalit mit Erdgeschosserker geteilt. Zusätzlich steht auf dem Grundstück als Fachwerkkonstruktion ein zweigeschossiges Stallgebäude mit Remise. |      |
| Weichengereuth 25 (Standort)                                                          | [Das Gebäude wurde 1904 von Max und Tobias Frommann als Wohn- und Gasthaus für den Restaurateur August Hofmann errichtet. Das Erd- und erste Obergeschoss hatte eine Ziegelfassade mit Sandsteingliederungen. Der Straßengiebel des doppelstöckigen Drittelwalmdaches und die Kniestöcke besaßen eine sichtbare Fachwerkkonstruktion. Im vierachsigen Erdgeschoss der Ostfassade wurde eine Dreifenstergruppe von einem gemauerten Bogen überspannt, im Obergeschoss wurde jedes der drei Einzelfenster mit zweifarbig abgesetzten Entlastungsbögen überbrückt. An der Nordwestecke stand ein Polygonalturm mit verputztem Obergeschoss und Zeltdach. An der Südfassade schloss sich ursprünglich ein Saalanbau mit einer Kegelbahn an. Das Gebäude beherbergte zum Schluss das Lokal „El Greco“.] Im Jahre 2009 wurde es nach vielen Jahren des Leerstandes von der Stadt erworben und Ende April 2010 abgebrochen. |      |
| Weichengereuth 26 (Standort) Villa D-4-63-000-572                                     | Die spätklassizistische Villa wurde 1869 nach Plänen von Hans Rothbart für einen pensionierten Offizier errichtet. Neben dem Erdgeschoss weist das Gebäude ein Souterrain- und ein Attikageschoss auf. Das ehemalige Wohngebäude wird heute als Bürogebäude genutzt. Ein dreiachsiger, zweigeschossiger Mittelrisalit mit einem Balkon im Erdgeschoss und drei schmalen Fenstern im ersten Obergeschoss teilt die siebenachsige Straßenfassade. Das Gebäude besitzt ein flaches und wenig überstehendes Pyramidendach. |      |
| Weichengereuth 50 (Standort) Gaststätte Schützenhaus D-4-63-000-573                   | Die Gaststätte Schützenhaus wurde 1903 zusammen mit einem Schießstand von August Berger errichtet. Das zweigeschossige, historistische Gebäude weist einen gestuften Baukörper mit einer Vielzahl von Fenstern und einem Walmdach auf. Im Dachgeschoss der Straßenfassade sind insbesondere eine Fachwerkgaube mit spitzbogigem Giebel, ein großes Spitzbogenfenster und ein verschindelter, dreiseitiger Erker erwähnenswert. Der gewellte Giebel zum Biergarten ist durch ein vierachsiges Risalit geprägt und durch das Emblem der Coburger Schützengesellschaft sowie eine Jugendstilinschrift „ÜB AUG UND HAND FÜRS VATERLAND“ geschmückt. |      |

## Weinstraße
| Adresse Bezeichnung Akten-Nr.                    | Beschreibung | Foto |
| ------------------------------------------------ | --- | ---- |
| Weinstraße (Lage)                                | Die Weinstraße verbindet den Probstgrund mit dem Festungshof. Sie führt am Südostrand des Hofgartens entlang. Der Name wurde 1883 eingeführt und soll an die Weingärten erinnern, die lange Zeit an den Hängen des Festungsberges vorhanden waren. |      |
| Weinstraße (Standort) Gartenhaus D-4-63-000-1279 | Das eingeschossige Gartenhaus, oberhalb Weinstraße 4 stehend, entstand im Jahr 1872. Es ist ein eingeschossiger Fachwerkbau mit flachgeneigtem Satteldach und Schwebegiebel. |      |
| Weinstraße (Standort) Gartenhaus D-4-63-000-925  | Das zweigeschossige Gartenhaus, oberhalb Weinstraße 29 stehend, befindet sich am Südostrand des Hofgartens. Der Theatermaler Max Brückner ließ es sich 1896 auf seinem Gartengrundstück vom Baurat Bernhard Kleemann errichten. Das im Hang stehende Gebäude weist ein massives Erd- und Obergeschoss in Ziegel mit Sandsteingliederungen sowie Fachwerkwände im Dachgeschoss auf. Es besitzt ein Satteldach, das weit übersteht und bereichsweise mit blau glasierten Ziegeln gedeckt ist. Auf der Südseite sind zwei Balkone mit gesägten Balustern angeordnet. |      |

## Wettiner Anlage
| Adresse                | Beschreibung | Foto |
| ---------------------- | --- | ---- |
| Wettiner Anlage (Lage) | Die Wettineranlage ist eine Allee, die zwischen der Ostseite des Schlosses Ehrenburg und dem Marstall liegt. Sie wurde 1985 nach dem Geschlecht der Wettiner benannt, die in Coburg von 1353 bis 1918 regierten. Der Alleenabschnitt gehört zum 1834 im Verlauf des Stadtgrabens von Nord nach Süd angelegten Grüngürtel mit der Allee und der unteren Anlage, er verbindet den Schlossplatz mit der Steingasse. Die Grünanlage besteht aus einem Gehweg, aus einer Rasenfläche vor der Ehrenburg, die ohne Bäume die freie Präsentation der Fassade ermöglicht und aus einer schattenspendenden Baumreihe zum Marstall. |      |

## Wolfsrangen
| Adresse Bezeichnung Akten-Nr.                      | Beschreibung | Foto |
| -------------------------------------------------- | --- | ---- |
| Wolfsrangen (Standort) Wolfsbrunnen D-4-63-000-644 | An dem Wanderweg, der parallel zur Fahrstraße nördlich der Veste verläuft, befindet sich nordöstlich vom Gustav-Freytag-Brunnen ein älterer Brunnen (18. Jahrhundert?), der mit einer Brunnenstube aus Sandsteinquadern ausgestattet ist. Es handelt sich um die Wolfsbrunnen genannte Quelle, die eine Teichanlage im ehemaligen Herrengarten am Abzweig zur Bergstraße speiste. |      |